# Port lotniczy Vršac
Port lotniczy Vršac(IATA: VRC, ICAO: LYVR) – port lotniczy położony w miejscowości Vršac, w Serbii (Wojwodina).